# Anselm Ahlfors
Anselm Ahlfors (29. prosince 1897 Kotka, Finsko – 13. srpna 1974 Jyväskylä, Finsko) byl finský zápasník, reprezentant v zápase řecko-římském.
V roce 1924 na olympijských hrách v Paříži vybojoval stříbrnou medaili v bantamové váze. V roce 1928 na hrách v Amsterdamu obsadil ve stejné kategorii dělené sedmé místo. Nikdy nestartoval na mistrovství světa a mistrovství Evropy.
V roce 1925 získal titul šampiona severských zemí v pérové váze. V roce 1924 a 1926 se stal finským šampionem. Pracoval jako soustružník, později se stal atletickým rozhodčím ve vrhačských disciplínách.